# Ташла (Тюльганський район)
Ташла́ (рос. Ташла) — село у складі Тюльганського району Оренбурзької області, Росія.

## Населення
Населення — 1102 особи (2010; 1237 у 2002).
Національний склад (станом на 2002 рік):
- росіяни — 88 %